# フルヤ金属
株式会社フルヤ金属（ふるやきんぞく、英: FURUYA METAL CO.,LTD.）は、東京都豊島区に本社を置く白金族元素を中心とする工業用貴金属製品の製錬加工及び販売を主業務とする企業である。

## 概要
田中貴金属工業と資本業務提携を結んでいる。東京証券取引所プライム市場上場銘柄であり、かつJ-Stock銘柄である（証券コードは7826）。JPX日経中小型株指数の構成銘柄の一つ。2014年と2020年に経済産業省よりグローバルニッチトップ企業100選に選定された。主要取引先はデノラ・ペルメレック。

## 事業所
- 本社
東京都豊島区南大塚2-37-5 MSB-21南大塚ビル
- 九州出張所
福岡市博多区博多駅前3-7-35-405
- つくば工場・つくば研究開発センター
茨城県筑西市森添島1915
- 土浦工場
茨城県土浦市沢辺57-4
- 千歳工場
北海道千歳市泉沢1007-175

## 連結子会社
- 株式会社韓国フルヤメタル
- 株式会社米国フルヤメタル
- 株式会社Furuya Eco-Front Technology

## 沿革
- 1951年（昭和26年） - 東京都三鷹市に古屋商店設立。
- 1968年（昭和43年） - 株式会社を設立し、商号を株式会社フルヤ金属に変更。
- 1981年(昭和56年) - 国内初のイリジウムルツボ製造に成功。
- 2000年（平成12年） - つくば工場において国際品質保証規格ISO9001の認証を取得。
- 2006年（平成18年） - 株式会社ジャスダック証券取引所に上場。
- 2010年（平成22年） - ジャスダック証券取引所と大阪証券取引所の合併に伴い、大阪証券取引所JASDAQ市場(現大阪証券取引所JASDAQ（スタンダード））に上場。
- 2011年（平成23年）
  - 2月 - 田中貴金属工業と資本業務提携契約。
  - 9月 - 株式会社韓国フルヤメタルを設立。
- 2013年（平成25年）
  - 4月 - 株式会社米国フルヤメタルを設立。
- 2014年（平成26年）
  - 3月 - 経済産業省認定グローバルニッチトップ企業100選に選定。
  - 7月 - 東京証券取引所と大阪証券取引所の市場統合に伴い、東京証券取引所JASDAQ(スタンダード）に上場。
- 2020年（令和2年）6月 - 経済産業省認定グローバルニッチトップ企業100選に選定（連続受賞）。
- 2022年（令和4年）4月 - 東京証券取引所の市場区分の見直しによりJASDAQ市場からスタンダード市場へ移行。
- 2023年（令和5年）12月6日 - 東京証券取引所プライム市場へ市場変更[5]。